# Cantonul Le Teilleul
Cantonul Le Teilleul este un canton din arondismentul Avranches, departamentul Manche, regiunea Basse-Normandie, Franța.

## Comune
| Comune                     | Populație (1999) | Cod poștal | Cod INSEE |
| -------------------------- | ---------------- | ---------- | --------- |
| Buais                      | ...              | 50640      | 50090     |
| Ferrières                  | ...              | 50640      | 50179     |
| Heussé                     | ...              | 50640      | 50245     |
| Husson                     | ...              | 50640      | 50254     |
| Sainte-Marie-du-Bois       | ...              | 50640      | 50508     |
| Saint-Symphorien-des-Monts | ...              | 50640      | 50557     |
| Savigny-le-Vieux           | ...              | 50640      | 50570     |
| Le Teilleul                | ...              | 50640      | 50591     |